# حقن تحت تينون
حقن تحت تينون هو إحدى طرق إعطاء الدواء العينية، وتتضم إعطاء الدواء بين بياض العين ومحفظة تينون.
تُستخدم حقن الستيرويد خلف محفظة تينون (بالإنجليزية: Posterior sub-Tenons steroid injections)‏ وتختصر PSTSI في علاج الالتهابات العينية الخلفية، مثل التهاب العنبية المزمن. يُذكر أيضًا أن هذا الطريق يُستخدم لإعطاء أسيتونيد التريامسينولون (وهو كورتيكوستيرويد) في علاج توسع الشعيرات الدموية البقعي من النوع الأول [الإنجليزية].
كما أنها تُستخدم في التخدير العيني.